# عطلة

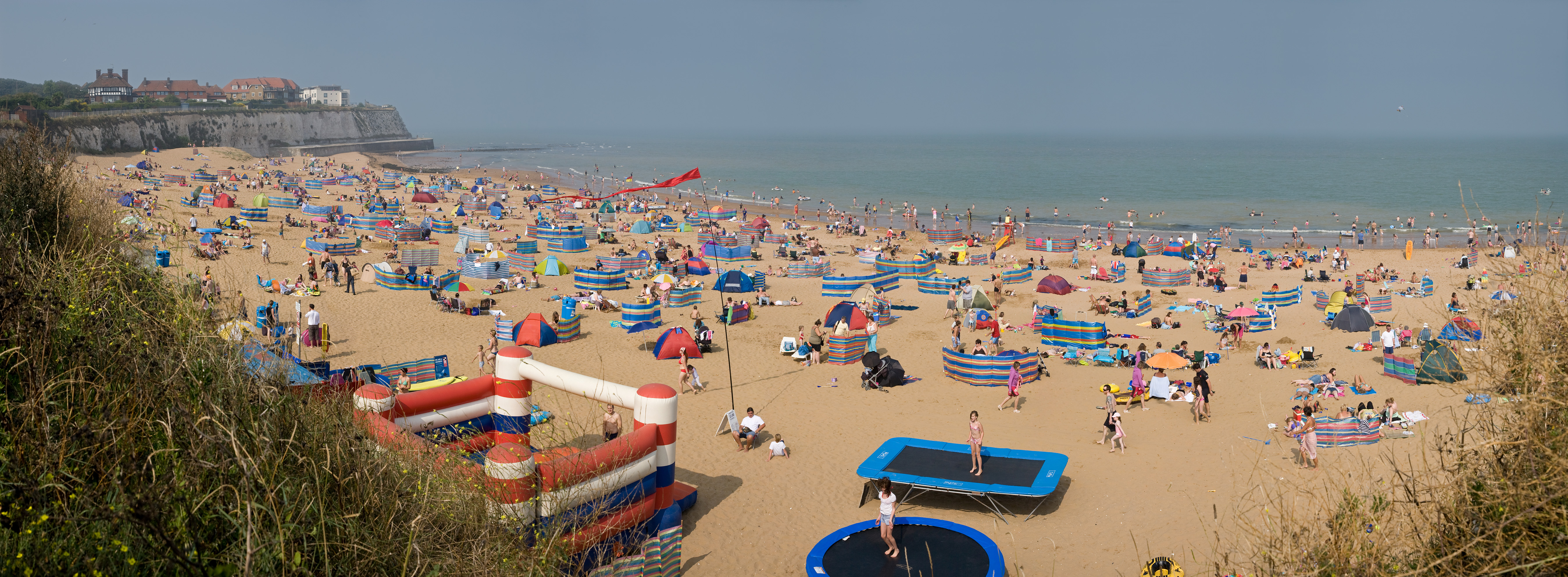
أشخاص في العطلة على شاطئ في بروادستيرس، كينت، بريطانيا

العطلة هي يوم إجازة يحصل عليه الموظف أو الطالب في نهاية الأسبوع أو في خلال السنة الدراسية للطالب، ويحق للموظف ان يحصل في كل سنة على إجازة طويلة تختلف مدتها حسب قانون العمل المعتمد في الدولة، وقد تصل إلى 45 يوماً وتسمى إجازة سنوية.
وتختلف أنواع العطل من حيث وضعها فقد تكون إلزامية تبعاً لحالة الموظف أو الطالب، أو تقترن بمناسبة معينة تقتضي إيقاف الأعمال والدراسة: فإجازات المرض والأمومة (للنساء)، والسفر وعطل الأعياد والأيام والوطنية والاحتفالات الملكية تعد من هذا النوع أيضاً، وقد تكون هنا إجازات وعطل لايوجد فيها راتب وقد تكون العكس.
تسمى الإجازة بالعامية لأنها تجيز للمرء ترك عمله مؤقتاً، ويمكن أن تكون الكلمة ترجمة لكلمة loisir الفرنسية من licēre الرومية بمعنى إجازة الشيء والسماح به وشرعه.